# Tanzanite
La tanzanite est une variété bleue à violette de zoïsite découverte en 1967 en Tanzanie. Elle se rencontre souvent sous forme de gemme transparente. Elle a la même formule chimique que la zoïsite Ca2(Al.OH)Al2(SiO4)3 mais avec des traces de vanadium plus franches.
Ce minéral est remarquable du fait de son fort trichroïsme, présentant selon l'orientation du cristal, des éclats de couleur bleu saphir, violette, ou rouge bourgogne. La plupart des tanzanites du marché ont subi un traitement thermique pour obtenir ou soutenir leurs couleurs.

## Topotype
Merelani Hills (Mererani), Vallée de l'Umba, Monts Lelatema, Région d'Arusha, Tanzanie

## Cristallographie
- Paramètres de la maille conventionnelle :

a = 16,24 Å
b = 5,58 Å
c = 10,1 Å
Z = 4
V = 915,25 Å3
- Densité calculée = 3.30

## Synonymes
- Tanjeloffite

## Gisements remarquables et découvertes notables
- Tanzanie :
  - C-Block Mine, Merelani Hills (Mererani), Lelatema Mts, Arusha. Cette mine passe pour avoir donné les meilleurs cristaux de la variété tanzanite ; elle produit plus d'un million de carats par an[2]
- Kenya :
  - mines de tsavorite du Parc national de Tsavo East, District de Taveta.

En juin 2020 Lazaro Lasimi, un mineur employé par le propriétaire de mine Saniniu Kuryan Laizer extrait deux grosses pierres de tanzanite, pesant respectivement 9,27 et 5,1 kg. Laizer les vend 2 967 706,28 € au gouvernement. Avant lui, la plus grosse pierre de tanzanite découverte pesait 3,3 kg. En août, une troisième grosse tanzanite est découverte dans la même mine : 6,3 kg.

## Exploitation
La zone d'exploitation de tanzanite est divisée en quatre blocs : A, B, C et D. La surface totale d'exploitation de 20 km2 est divisée entre différents exploitants. Les blocs B et D sont exploités à petite échelle par les entrepreneurs tanzaniens. Ensemble ils emploient approximativement 10 000 mineurs dans 750 mines. Le bloc C est exploité par la compagnie Afgem d'Afrique du Sud.

## Utilité
La forme gemme est très appréciée en joaillerie pour son fort pléochroïsme (violet net-bleu-jaune) où les variétés bleues et violettes sont les plus prisées.

### Commerce

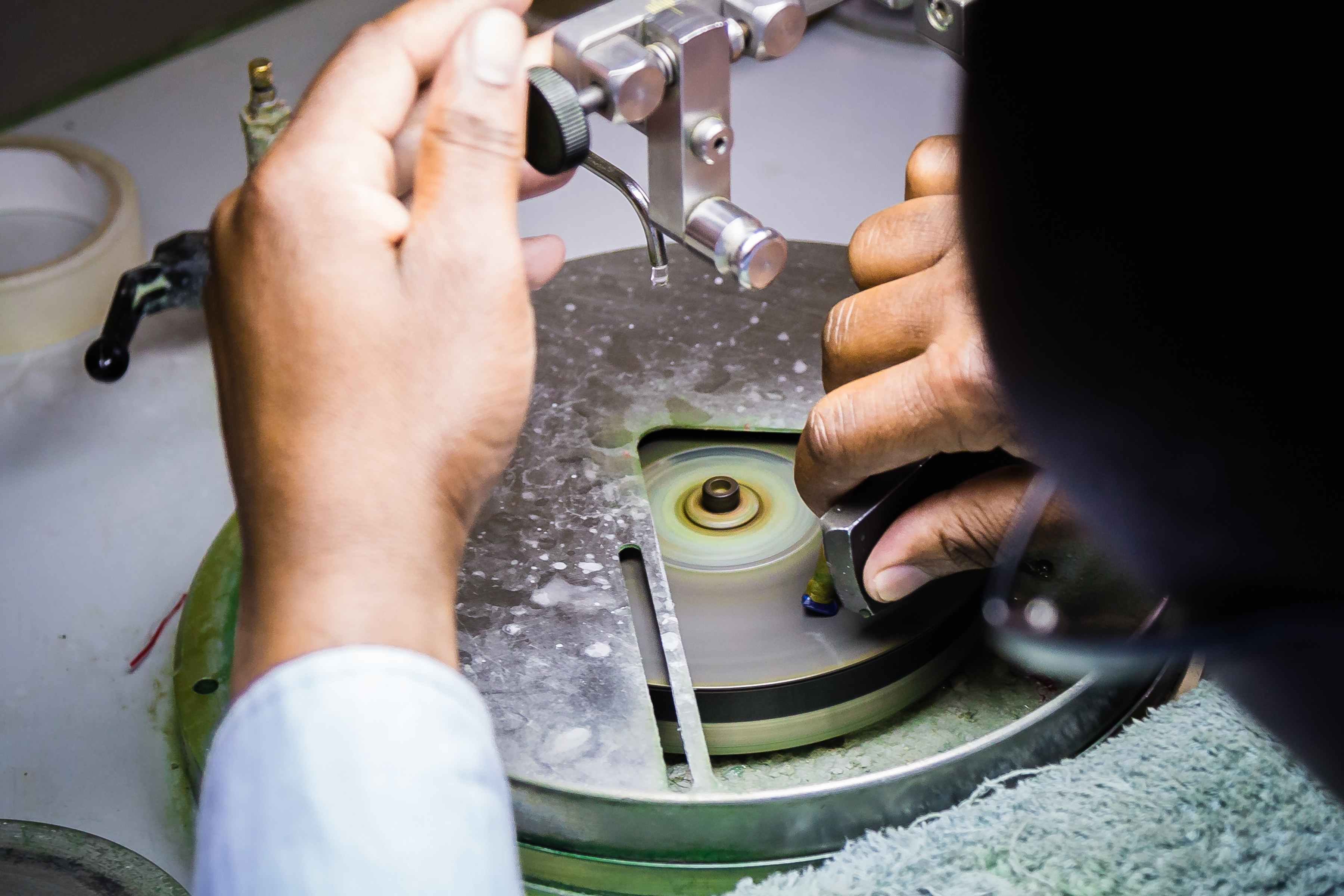
Taille de la tanzanite

Dans les mines, situées à une trentaine de kilomètres à l’est d’Arusha, les conditions de travail sont pénibles et dangereuses. De nombreux mineurs sont morts à la suite d'inondations dans les galeries. Au fond de la mine, si la température atteint 50 degrés, la ventilation est inexistante. Le négoce de la tanzanite est dirigé par de nombreux commerçants pourvus de licences. Les entreprises sont en général de petite envergure. Elles ont noué de bonnes relations d’affaires avec des firmes d’Allemagne, d’Israël et des États-Unis. On estime à 90 % la proportion de marchands qui sont affiliés à l’ICA (International Coloured Stones Association) et qui sont ainsi scrupuleusement attachés aux règles très strictes de la déontologie de l’ICA. La singularité de cette pierre réside aussi dans son commerce, détenu à 95 % par les Maasaï, car les mines sont situées sur leurs terres. Les pierres brutes sont généralement exportées, pour être taillées en Inde – 80 % des pierres étant taillées dans l’État de Jaipur, ce qui a amené le gouvernement local à vouloir interdire l’exportation de la tanzanite vers l’Inde, afin de favoriser le développement d’une industrie locale de la taille.
La tanzanite a fait la fortune des Maasaï. Ils ont placé leur argent dans des troupeaux, et ont construit des immeubles modernes à Arusha. La baisse des rendements, le besoin de creuser toujours plus profond, et donc d’investir de manière conséquente, ont largement contribué à l’augmentation des prix de la tanzanite.

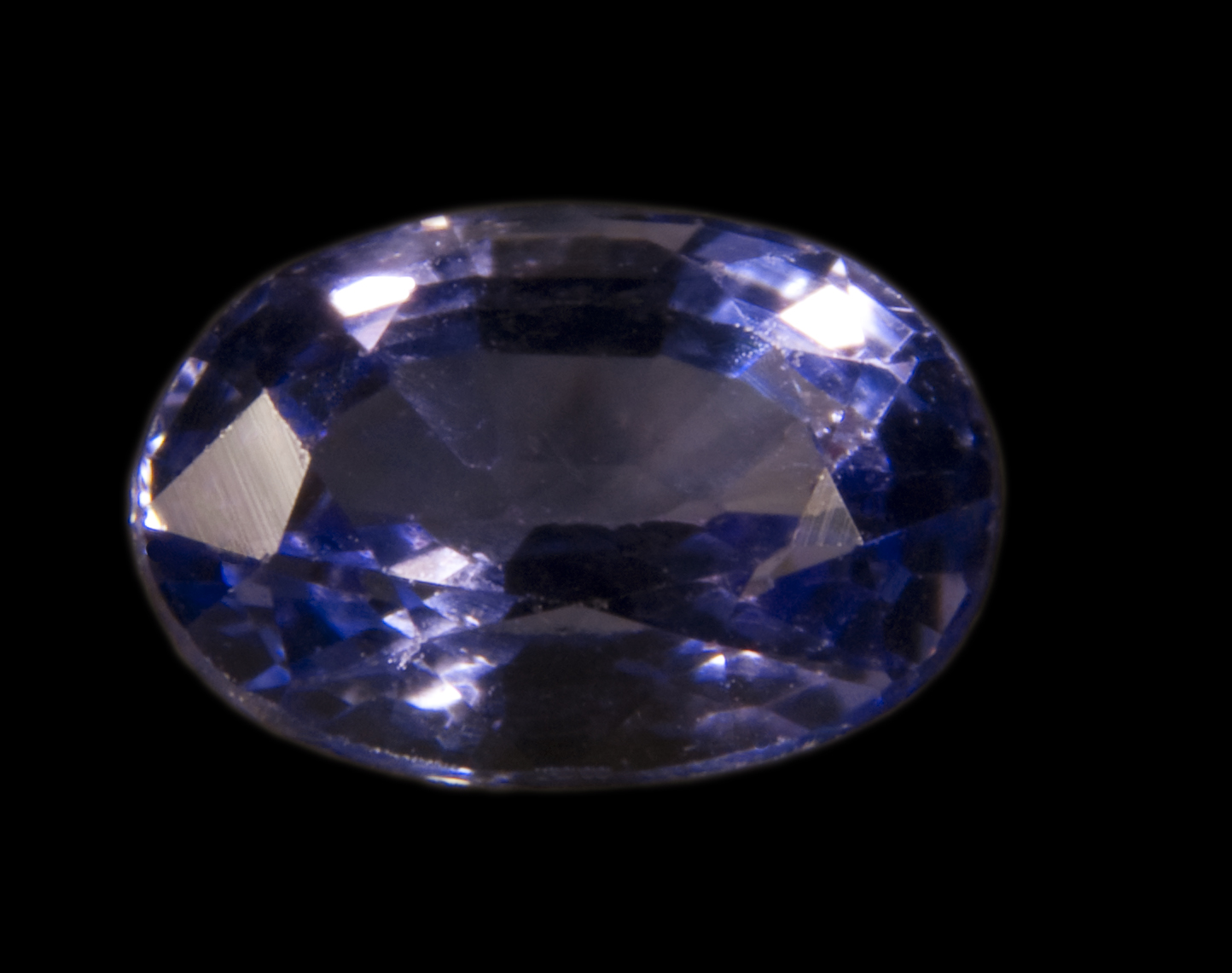
Tanzanite taillée